# 小倉智昭の時計の針はいま何時
『小倉智昭の時計の針はいま何時』（おぐらともあきのとけいのはりはいまなんじ）は、1987年4月6日から1991年10月4日まで放送されていた、文化放送の平日朝のワイド番組。放送時間は月曜から金曜の午前7:00 - 9:00。

## 出演
- パーソナリティ：小倉智昭
- アシスタント
  - 原真理子 （1987年4月 - 1988年3月）
  - 松田奈利子 （1988年4月 - 1989年3月）
  - 森田めぐみ（1989年4月 - 1991年10月）

## 概要
当番組が設定した主なリスナー層は、サラリーマンや、当時の30代から40代（団塊の世代）で、リスナーに向けた「音の新聞」がコンセプトだった。一日のニュースをわかりやすく伝えるために番組が構成され、常に20人以上のスタッフが動いていた。
生放送中の時刻は「時計の針は○時○分になりました」と伝えていた。
当番組の終了後、小倉は3か月のブランクを経て、1992年1月から平日夕方帯の生ワイド番組『小倉智昭のニュースアタックル』のパーソナリティを務めた。

## タイムテーブル
- 7:00 - ニュース朝一番／ラジオでちょっと財テク
- 7:20 - 東京タイムテーブル
- 7:25 - TRAFFIC NOW 交通情報・天気予報
- 7:30 - マガジン・エキスプレス
- 7:39 - 男アップ・プラスワン／ナウNOWミニ事典
- 7:49
  - おはようグッドドライバー（1987年9月まで。NRN系 全国ネット番組）
  - 市毛良枝の今朝も笑顔で（1987年10月 - 1988年3月。NRN系 全国ネット番組）
  - 宮崎美子のいい朝トキメキッ!（1988年4月から。NRN系 全国ネット番組）
- 7:54 - TRAFFIC NOW 交通情報・天気予報
- 8:00 - 駆け込みラジオ
- 8:10 - ミュージック・オン・ザ・ロード（パーソナリティは小林克也。HBCラジオ、東海ラジオ、ラジオ大阪、KBCラジオ各局へネット）
- 8:20 - 防災一口メモ
- 8:22 - TRAFFIC NOW 交通情報・天気予報
- 8:25 - カムバック・メロディー
- 8:35 - TRAFFIC NOW 交通情報・天気予報
- 8:40 - 元祖とことん気になる600秒
- 8:50 - 朝の歳時記（CBCラジオ制作、NRN系 全国ネット番組）
- 8:55 - TRAFFIC NOW 交通情報・天気予報

## スタッフ
- 構成：久利一、峯一雄、カンケリクラブ